# Ruth Smith
Ruth Smith Nielsen (Vágur, 5 aprile 1913 – Vágur, 26 maggio 1958) è stata una pittrice faroese.

## Biografia
Nata a Vágur nel 1913, ha vissuto per alcuni anni in Danimarca, dove ha studiato per diventare pittrice prima alla Bizzie Højer Art School e poi all'Accademia delle belle arti di Copenaghen. Ritornata alle Fær Øer, passò gli ultimi anni della sua vita nel piccolo villaggio di Nes, nella municipalità di Vágur, dove morì nel 1958 mentre nuotava come suo solito nel Vágsfjørður.
Nel 2000 fu rilasciato un francobollo rappresentante un suo autoritratto. Insieme a quello che rappresenta Anna Suffía Rasmussen e Sanna av Skarði, è l'unico francobollo faroese rappresentante una donna locale che ha raggiunto la notorietà.

## Opere
Ruth Smith è nota per un uso delicato e sensibile poco diffuso tra i suoi contemporanei. Lei cercava di catturare la luce faroese nei suoi dipinti, ed è per questo che i suoi colori vibrano ad ogni pennellata. Ispirata da Paul Cézanne, i suoi dipinti rivelano un'influenza impressionista, nonostante siano generalmente classificati nell'ambito del Realismo.
I suoi autoritratti del 1955  e del 1956 sono considerati tra le principali opere artistiche faroesi e sono oggi conservati al Ruth Smith Savnið.

## Ruth Smith Savnið
Il museo di arte di Vágur è dedicato alla memoria di Ruth Smith. Il museo si chiama "Ruth Smith Savnið", letteralmente "Museo d'arte Ruth Smith". È situato nella Gamla Skúla (Vecchia Scuola) del paese, sulla Vágsvegur, cioè la stessa scuola frequentata da Ruth quando era bambina. Il museo conserva dipinti e disegni dell'artista, tra cui un autoritratto del 1941 che è una delle principali attrazioni.